# Iole
Az Iole a madarak (Aves) osztályának a verébalakúak (Passeriformes) rendjébe, ezen belül a bülbülfélék (Pycnonotidae) családjába tartozó nem.

## Rendszerezésük
A nemet Blyth, 1844-ben, az alábbi fajok tartoznak ide:
- burmai bülbül (Iole virescens vagy Hypsipetes virescens)
- szürkeszemű bülbül (Iole propinqua vagy Hypsipetes propinqus)
- Iole olivacea vagy Hypsipetes olivaceus
- Iole palawanensis
- Iole crypta
- Iole charlottae
- szürkeszemű bülbül (Iole propinqua vagy Hypsipetes propinqus)
- Iole cacharensis
- burmai bülbül (Iole virescens vagy Hypsipetes virescens)